# Tereblecze
Tereblecze (ukr. Тереблече, Terebłecze; hist. Tereblestie) – wieś na Ukrainie w rejonie hlibockim obwodu czerniowieckiego.